# Бен Стайн

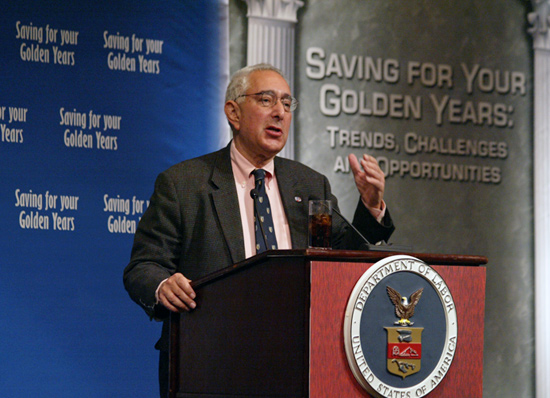
Бен Стайн

Бенджамін Джеремі «Бен» Стайн (англ. Benjamin Jeremy «Ben» Stein; нар. 25 листопада 1944, Вашингтон) — американський актор, письменник, юрист, і коментатор на політичні та економічні питання. Раніше він був успішним спічрайтером республіканських президентів США Річарда Ніксона і Джеральда Форда. Пізніше він перейшов до індустрії розваг, ставши актором, коміком і ведучим.